# أحمد موني موكو
أحمد بن علي آل الشيخ أبي بكر بن سالم (1793 - 1875) والملقب بـ«موني موكو» Mougné Moukou زعيم سياسي وقائد عسكري وسلطان سلطنة بامباو في جزيرة القمر الكبرى.

## نسبه
أحمد بن علي غوم بن صالح بن علي بن صالح بن أحمد بن الحسين بن الشيخ أبي بكر بن سالم بن عبد الله بن عبد الرحمن بن عبد الله بن عبد الرحمن السقاف بن محمد مولى الدويلة بن علي بن علوي الغيور بن الفقيه المقدم محمد بن علي بن محمد صاحب مرباط بن علي خالع قسم بن علوي بن محمد بن علوي بن عبيد الله بن أحمد المهاجر بن عيسى بن محمد النقيب بن علي العريضي بن جعفر الصادق بن محمد الباقر بن علي زين العابدين بن الحسين السبط بن علي بن أبي طالب، وعلي زوج فاطمة بنت محمد ﷺ.
فهو الحفيد 32 لرسول الله محمد ﷺ في سلسلة نسبه.

## مولده ونشأته
ولد في موروني بجزيرة القمر الكبرى سنة 1793، ووالدته من أصل عربي وهي موانا متيتي بنت الشيخ إسماعيل. هاجر مع والده وعمره آنذاك ثلاث سنوات من موروني إلى مدينة موتسامودو عاصمة جزيرة هنزوان. فنشأ وترعرع في مدينة موتسامودو إلى أن بلغ سن الرشد. وتزوج ببنت السلطان علوي بن حسين الشيرازي. وبعد وفاة والده سافر إلى جزيرة القمر الكبرى للمطالبة بحقوقه في تولي السلطة حسب عرف وتقاليد هذه الجزيرة.

## توليه الحكم
كانت عودته إلى جزيرة القمر الكبرى حوالي عام 1813. ومن المعلوم أنه كان يستحق أن يكون ملكًا لمنطقة بامباو بجزيرة القمر الكبرى حسب تقاليد الجزيرة، ويحتمل أن والده الذي كان غنيًا ترك له مالا يستطيع أن يتملك به السلطة. فاستعمل الوسائل المالية واستطاع أن يستولي على مدينتي موروني وإيكوني بدون صعوبة، وعليه أصبح سلطانا لمنطقة بامباو، وبعد أن صار سلطانا عليها كان يرجوا أن يحصل على اللقب «تيبي» Tibé الذي كان يحمله أجداده وهو لقب فخري بين الملوك التسعة في الجزيرة ومعناه أنه رئيس الملوك فقط. فجزيرة القمر الكبرى قد انقسمت آنذاك إلى تسع مناطق وكان لكل واحدة منها ملك.
قام السلطان أحمد موني موكو بعدة عمليات عسكرية، وعقد مصاهرة زوجية مع السلالات الحاكمة لجزيرة القمر الكبرى، وبعد هذه المجهودات حصل على اللقب «تيبي» Tibé في نفس العام 1813، لكن لم يبق هذا اللقب عليه حتى وفاته، حيث أخذ منه هذه الصفة الفخرية السلطان موسى فومو عام 1868 تقريبا.

## وفاته
توفي في شهر أغسطس سنة 1875، ودفن في موروني عاصمة جزيرة القمر الكبرى.